# (14571) Caralexander
(14571) Caralexander (1998 QC45) – planetoida z grupy pasa głównego asteroid okrążająca Słońce w ciągu 4,18 lat w średniej odległości 2,59 j.a. Odkryta 17 sierpnia 1998 roku.